# Пол Еренг
Пол Еренг (англ. Paul Ereng; нар. 22 серпня 1964) — кенійський легкоатлет, що спеціалізується на бігу на середні дистанції, олімпійський чемпіон 1988 року.

## Кар'єра
| Рік               | Змагання                     | Місто                | Місце             | Дисципліна        | Примітки          |
| Представник Кенія | Представник Кенія            | Представник Кенія    | Представник Кенія | Представник Кенія | Представник Кенія |
| ----------------- | ---------------------------- | -------------------- | ----------------- | ----------------- | ----------------- |
| 1988              | Олімпійські ігри             | Сеул, Південна Корея | 1                 | 800 метрів        | 1:43.45           |
| 1988              | Олімпійські ігри             | Сеул, Південна Корея | 8                 | 4 × 400 метрів    | 3:04.69           |
| 1989              | Чемпіонат світу в приміщенні | Будапешт, Угорщина   | 1                 | 800 метрів        | 1:44.84           |
| 1991              | Чемпіонат світу в приміщенні | Севілья, Іспанія     | 1                 | 800 метрів        | 1:47.08           |
| 1991              | Чемпіонат світу              | Токіо, Японія        | 4                 | 800 метрів        | 1:44.75           |
| 1992              | Олімпійські ігри             | Барселона, Іспанія   | 8 (півфінал)      | 800 метрів        | 1:49.90           |